# شاككاناكو

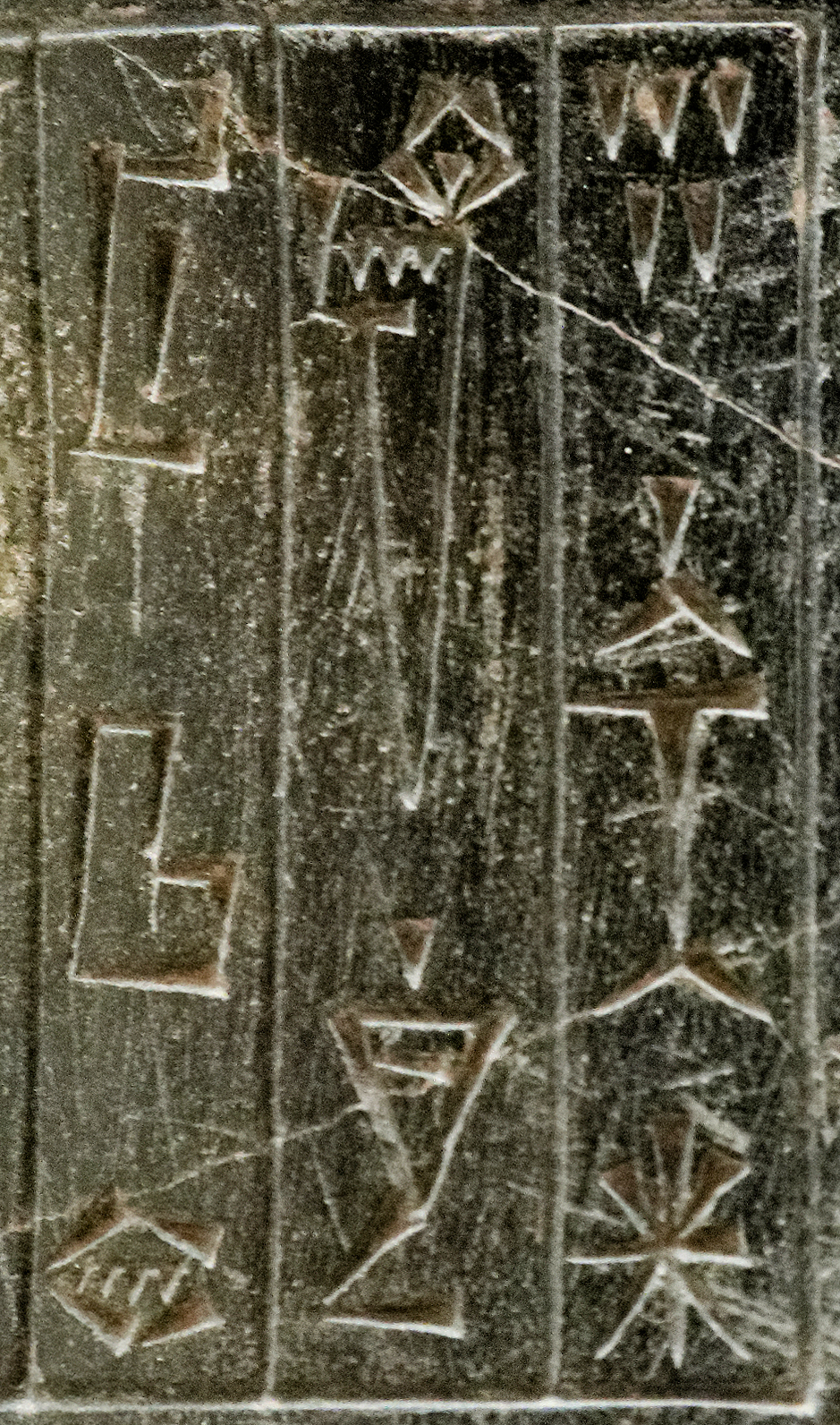
نقش "عيدي إيلوم، شاكاناكو ماري" باستخدام الكلمة السومرية : ، šagina على تمثال عيدي إيلوم.

شاككاناكو (بالسومرية : 𒄊𒀴، جير.نيتا أو شاجينا،)، كان لقبًا باللغة الأكدية يشير إلى حاكم عسكري. كانت مملكة ماري تحكمها سلالة من شاككانكوس الوراثية والتي أسستها في الأصل الإمبراطورية الأكدية وحصلت على استقلالها بعد انهيار أكد. يُعتقد أن شعب الشاككاناكوس حصلوا على شكل من أشكال الاستقلال وأصبحوا يُعتبرون "ملوكًا" منذ عهد أبيل كين. تم نشر تحليل نقدي لقائمة شاككاناكو ممكلة ماري.
اللقب معروف أيضًا في نفس الوقت تقريبًا في عيلام، حيث حكم العديد من "شاككاناكو (الحاكم العسكري) لبلاد عيلام "بأسماء أكدية نموذجية لصالح الملوك الأكديين.
وكان اللقب موجودًا أيضًا في قطنا في القرن الرابع عشر قبل الميلاد، ودلمون في عهد الكاشيين.

## شاككانكوس تحت حكم الأكديين
الشاككاناكوس أو الحكام العسكريون الشاجينا معروفون منذ عهد الإمبراطورية الأكدية. على سبيل المثال، كان لشار-كالي-شاري حاكم عسكري في نفر يتولى مسؤولية بناء معبد إنليل. أحد أسماء أعوامه يقول: "العام الذي عيّن فيه زاركاليسزاري بوزور-إشتار، الشاجينا (الجنرال)" لبناء معبد إنليل "العام الذي عيّن فيه زاركاليسزاري بوزور-إشتار، الشاجينا، لبناء معبد إنليل".

## الشاككانكوس الرئيسية في ماري
من المعروف أن هناك العديد من شاككانكوس ماري من خلال القطع الأثرية:

### قائمة حكام شاككاناكو في ماري
| حاكم            |  | طول الحكم                   | ملحوظات                                                      |
| --------------- |  | --------------------------- | ------------------------------------------------------------ |
| إيديش           |  | حوالي 2266-2206 قبل الميلاد |                                                              |
| شو-داجان        |  | حوالي 2206-2200 قبل الميلاد | كان ابن إيديش.                                               |
| إشما داجان      |  | حوالي 2199-2154 قبل الميلاد | حكم لمدة 45 عاما.                                            |
| قالب:نور مير    |  | حوالي 2153-2148 قبل الميلاد | كان ابن إشمي داجان.                                          |
| إشتوب-إيلوم     |  | حوالي 2147-2136 قبل الميلاد | كان ابنًا لإشمي داجان وشقيق نور مير.                          |
| إشغوم-أدو       |  | حوالي 2135-2127 قبل الميلاد | حكم لمدة ثماني سنوات.                                        |
| أبيل كين        |  | حوالي 2126-2091 قبل الميلاد | كان ابن إشمي داجان. تم تعيينة باللقب الملكي لوغال.           |
| قالب:عيد إيلوم  |  | حوالي 2090-2085 قبل الميلاد | يُقرأ اسمه أيضًا باسم إيدن-إل؛ وقد نُقش اسمه على تمثاله النذري. |
| قالب:إيلي إشار  |  | حوالي 2084-2072 قبل الميلاد | اسمه منقوش على الطوبة.                                       |
| قالب:تورا داجان |  | حوالي 2071-2051 قبل الميلاد | كان ابنًا لأبيل كين وشقيقًا لإيلي إشار.                        |
| بوزور-عشتار     |  | حوالي 2050-2025 قبل الميلاد | كان ابن تورام داجان. استخدم اللقب الملكي.                    |
| هيتلال-إيرا     |  | حوالي 2024-2017 قبل الميلاد | كان ابن بوزور عشتار. استخدم اللقب الملكي.                    |
| حانون داغان ‏    |  | حوالي 2016-2008 قبل الميلاد | كان ابن بوزور عشتار. استخدم اللقب الملكي.                    |
| إيسي داجان      |  | حوالي 2000 قبل الميلاد      | هذا الاسم منقوش على ختم.                                     |
| إنين-داجان      |  |                             | كان ابن إيسي داجان.                                          |
| ايتور-(...)     |  |                             | هذا الاسم تالف، فجوة تفصله عن إنين داجان.                    |
| عامر نونو       |  |                             | هذا الاسم منقوش على ختم.                                     |
| تير داجان       |  |                             | كان ابن إيتور-(...).                                         |
| داجان-(...)     |  |                             | هذا الاسم تالف وهو آخر اسم تم توثيقه لـ شاككناكو.            |

## الشاككانكوس الرئيسية في عيلام
يُعرف اللقب أيضًا في نفس الوقت تقريبًا في عيلام، كما هو الحال في نقش "طاولة الأسد"، ويظهر بوزور-إنشوشيناك باسم "بوزور-إنشوشين (آك) إينسي (حاكم) شوشان، شاككاناكو (الحاكم العسكري) لشوشان". بلد عيلام " (𒅤𒊭𒀭𒈹𒂞 𒑐𒋼𒋛 𒈹𒂞𒆠 𒄊𒀴 𒈣𒋾 𒉏𒆠 كوتيك-إنشوشيناك إينسي شوشان kiskakkanakku mati NIMki). حاكم يحمل اسم أكدي، إيلي إيشماني، في زمن نارام سين الأكدي أو شار كالي شاري، استخدم أيضًا نفس لقب "شاككاناكو من بلاد عيلام". ويشير هذا إلى أن إيليشماني كانت تابعة للإمبراطورية الأكدية.

### قائمة الشاككاناكو في عيلام
| حاكم             |  | طول الحكم                   | ملحوظات |
| ---------------- |  | --------------------------- | --- |
| إشبوم            |  | حوالي 2300 قبل الميلاد      | كان تابعًا لحاكم الإمبراطورية الأكدية مانيشتوشو.                                                                                           |
| إيلشو رابي ‏      |  | حوالي 2206-2200 قبل الميلاد | (شاككاناكو في مقاطعة باراشيم). |
| إبيرموبي         |  | حوالي 2199-2154 قبل الميلاد | |
| إيلي إشماني ‏     |  | حوالي 2200 قبل الميلاد      | كان مسؤولاً عن عيلام في عهد نارام سين و/أو شار كالي شاري ، وربما كان تابعًا لهم.                                                            |
| بوزور-اينشوشيناك |  | حوالي 2150 قبل الميلاد      | شاككاناكو، الذي حصل على استقلاله من الأكديين. يظهر باسم "بوزور-إينشوشين(آك) إينسي (حاكم) شوشان، شاككاناكو (الحاكم العسكري) لبلاد عيلام ". |